# Абаріс Гіперборей
Абаріс Гіперборей або Аваріс Гіперборей (дав.-гр. Ἄβαρις Ὑπερβόρειος) — давньоскіфський пророк, жрець, філософ, мандрівник, що походив з Північного Причорномор'я. Син Севта (Σεύθης), був легендарним мудрецем, цілителем і жерцем Аполлона. Вважалося, що він навчився своєї майстерності на своїй батьківщині Гіпербореї, звідки він утік під час чуми. Був наділений даром пророцтва, і цим, а також своїм скіфським одягом, простотою та чесністю викликав великий фурор у Греції та мав велику повагу.

## Життєпис
Перша згадка про Абаріса зустрічається у відомого давньогрецького поета Піндара, у VI—V століттях до н. е. Він писав, що Абаріс жив за часів останнього лідійського царя Креза — приблизно в середині VI ст. до н. е. Наступну згадку про нього зустрічаємо в Геродота: «.. про Абарія, нібито він був гіпербореєм і носився по світу з своєю славнозвісною стрілою, зовсім нічого не ївши».
Греки вважали Абаріса жерцем Аполлона. Оратор Лікург Афінський, що жив у IV ст. до н. е., розповідав, що гіпербореєць Абаріс прибув до Греції, коли на його батьківщині спалахнув голод. Служив богові Аполлону, навчився у нього мистецтву віщування, а потім сам успішно віщував, гадаючи на нутрощах тварин. Він навчив спартанців очисних жертв і порятував місто, коли його вразила пошесть. Античні автори іменують Абаріса скіфом, так називали всіх автохтонів, вихідців з нинішньої території України.
Суда приписує Абарісу низку книг, зокрема том «Скіфських оракулів», прозову теогонію, поеми та розповідь про подорож Аполлона до гіперборейців.